# Chama da Liberdade
A Chama da Liberdade é uma obra do escultor francês Marc Coutelier, instalada no Symbol Promenade Park de Odaiba, em Tóquio, Japão. A escultura foi apresentada ao Japão pela França para comemorar o Ano da França. Os 27 metros (89 pé)   estrutura simboliza a vitória de Napolean III .